# Roger Grenier
Roger Grenier (Caen, 19 de setembre de 1919 - París, 8 de novembre de 2017) fou un escriptor i periodista francès. Treballà a Combat fins al 1947 i posteriorment a France-Soir i el 1963 esdevingué assessor literari de Gallimard. El 1985 guanyà el premi de l'Acadèmia Francesa.

## Obres
- Le rôle d'accusé (1949)
- Les embuscades (1958)
- Le palais d'hiver (1965)
- Ciné-roman (1972)
- La salle de rédaction (1977)
- La follia (1980)
- Il te faudra quitter Florence (1985)